# Phronia spinigera
Phronia spinigera är en tvåvingeart som beskrevs av Walter Leopold Victor Hackman 1970. Phronia spinigera ingår i släktet Phronia och familjen svampmyggor. Enligt den finländska rödlistan är arten otillräckligt studerad i Finland. Arten har ej påträffats i Sverige. Inga underarter finns listade i Catalogue of Life.